# Kasteel van Besanceuil
Het Kasteel van Besanceuil (Frans: Château de Besanceuil) is een kasteel in het plaatsje Besanceuil, ten zuidoosten van Bonnay in de Franse gemeente Bonnay-Saint-Ythaire. Het kasteel is een beschermd historisch monument sinds 2008.